# Chénelette

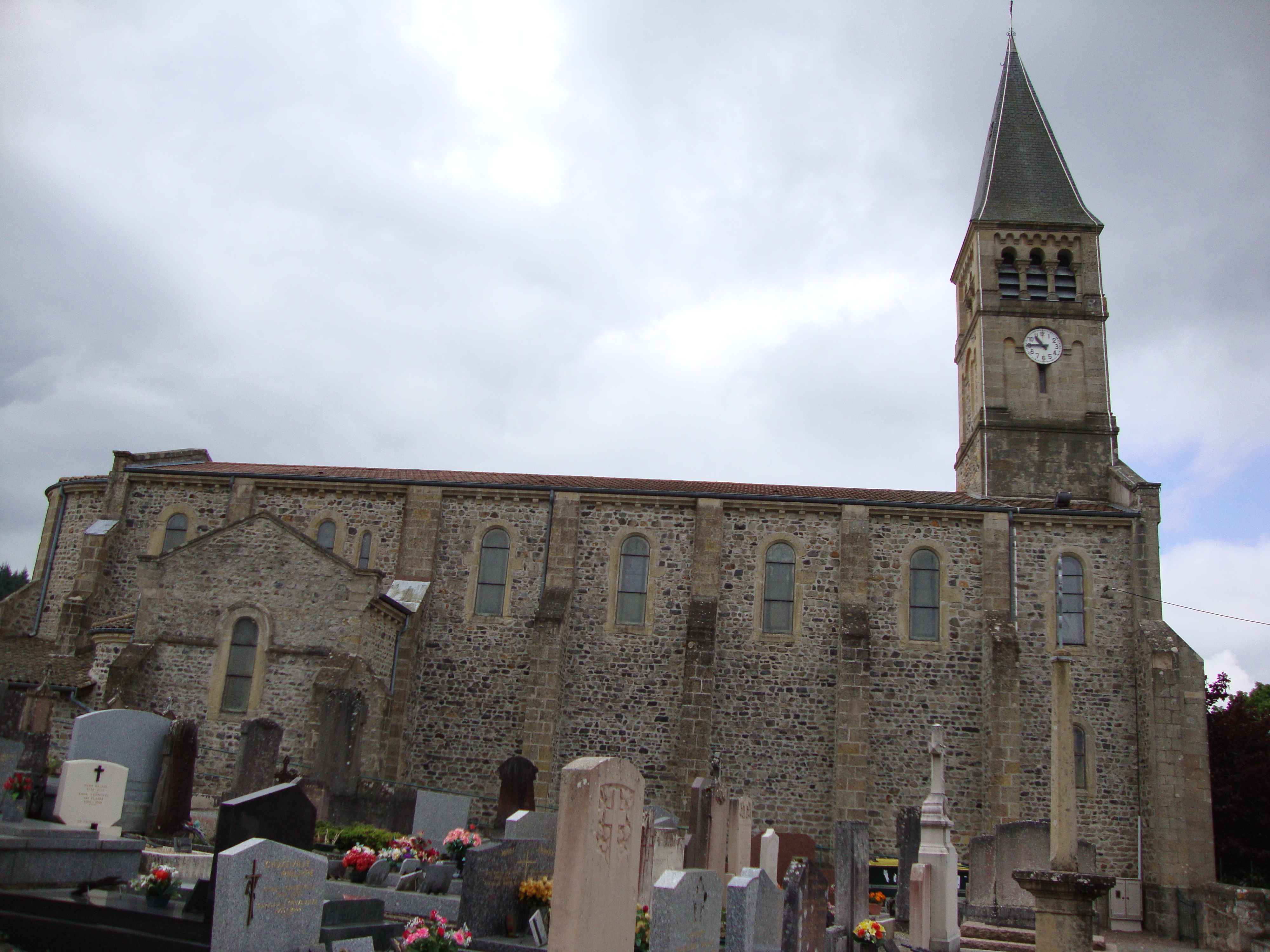
L'église.

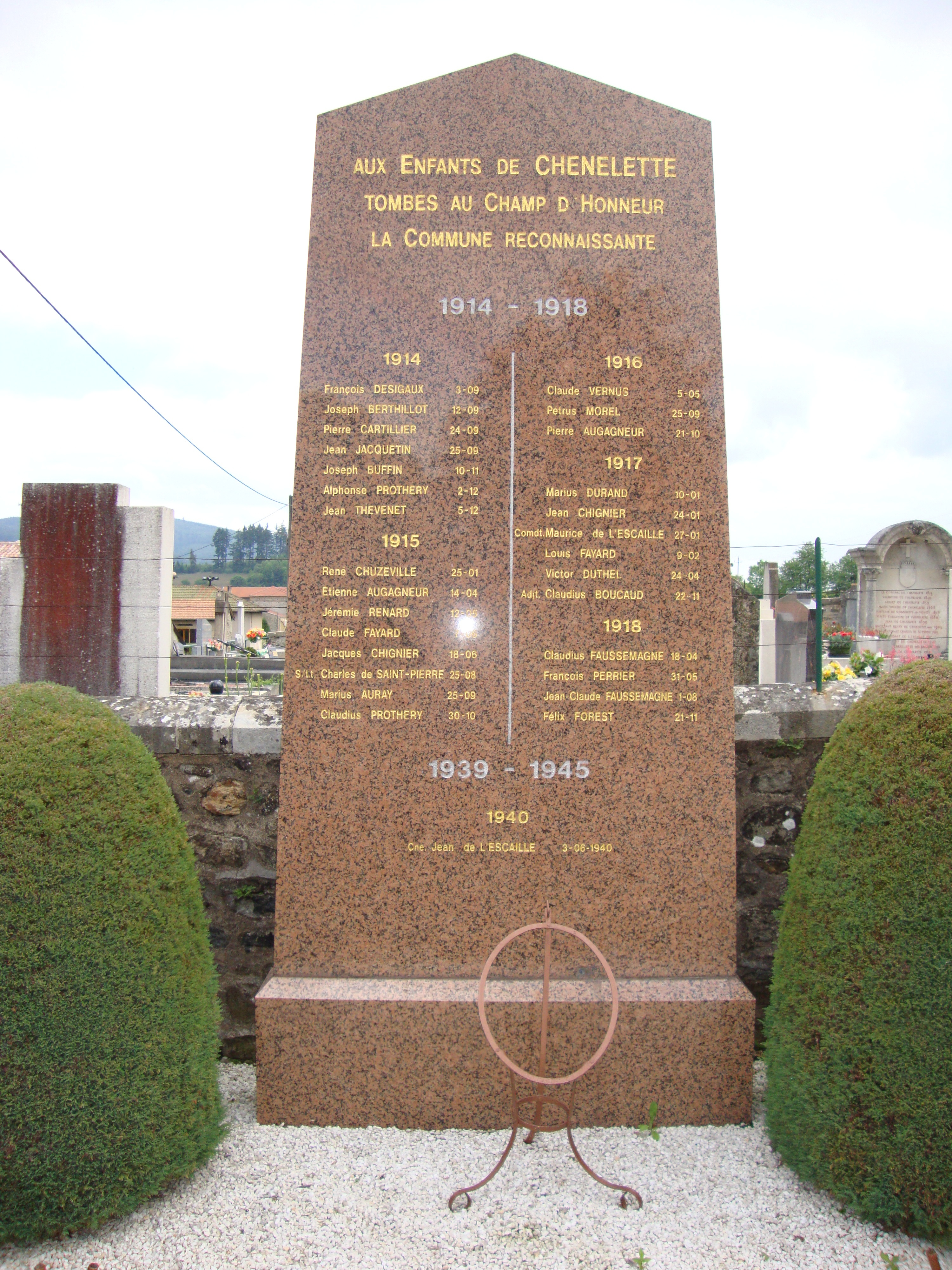
Le monument aux morts '39-'45

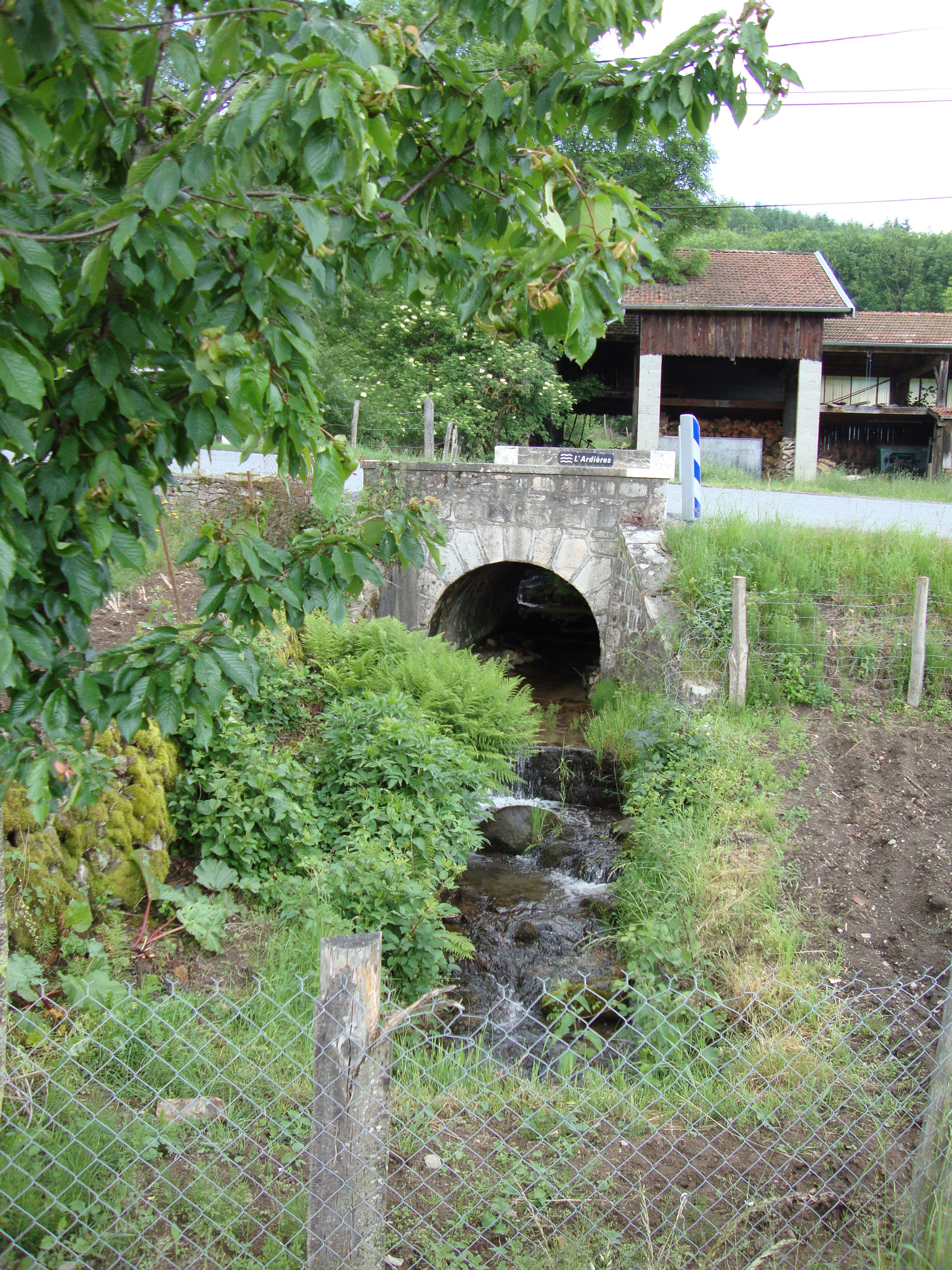
Ruisseau l'Ardières.

Chénelette est une commune française, située dans le département du Rhône en région Auvergne-Rhône-Alpes.

## Géographie
Chénelette est un petit village situé dans le nord-ouest du département du Rhône, au milieu des bois, prairies, et montagnes. Le village est élevé de 660 m.

### Climat
Pour des articles plus généraux, voir Climat d'Auvergne-Rhône-Alpes et Climat du Rhône.
En 2010, le climat de la commune est de type climat des marges montagnardes, selon une étude du Centre national de la recherche scientifique s'appuyant sur une série de données couvrant la période 1971-2000. En 2020, Météo-France publie une typologie des climats de la France métropolitaine dans laquelle la commune est exposée à un climat de montagne ou de marges de montagne et est dans une zone de transition entre les régions climatiques « Centre et contreforts nord du Massif Central » et « Nord-est du Massif Central ».
Pour la période 1971-2000, la température annuelle moyenne est de 9,8 °C, avec une amplitude thermique annuelle de 15,9 °C. Le cumul annuel moyen de précipitations est de 1 116 mm, avec 12 jours de précipitations en janvier et 8,5 jours en juillet. Pour la période 1991-2020, la température moyenne annuelle observée sur la station météorologique de Météo-France la plus proche, « Saint-Didier-Beaujeu », sur la commune de Saint-Didier-sur-Beaujeu à 4 km à vol d'oiseau, est de 11,2 °C et le cumul annuel moyen de précipitations est de 934,2 mm,. Pour l'avenir, les paramètres climatiques de la commune estimés pour 2050 selon différents scénarios d'émission de gaz à effet de serre sont consultables sur un site dédié publié par Météo-France en novembre 2022.

## Urbanisme

### Typologie
Au 1er janvier 2024, Chénelette est catégorisée commune rurale à habitat dispersé, selon la nouvelle grille communale de densité à sept niveaux définie par l'Insee en 2022.
Elle est située hors unité urbaine et hors attraction des villes,.

### Occupation des sols
L'occupation des sols de la commune, telle qu'elle ressort de la base de données européenne d’occupation biophysique des sols Corine Land Cover (CLC), est marquée par l'importance des forêts et milieux semi-naturels (51 % en 2018), une proportion identique à celle de 1990 (51 %). La répartition détaillée en 2018 est la suivante : 
forêts (51 %), prairies (41,4 %), zones agricoles hétérogènes (7,7 %). L'évolution de l’occupation des sols de la commune et de ses infrastructures peut être observée sur les différentes représentations cartographiques du territoire : la carte de Cassini (XVIIIe siècle), la carte d'état-major (1820-1866) et les cartes ou photos aériennes de l'IGN pour la période actuelle (1950 à aujourd'hui).

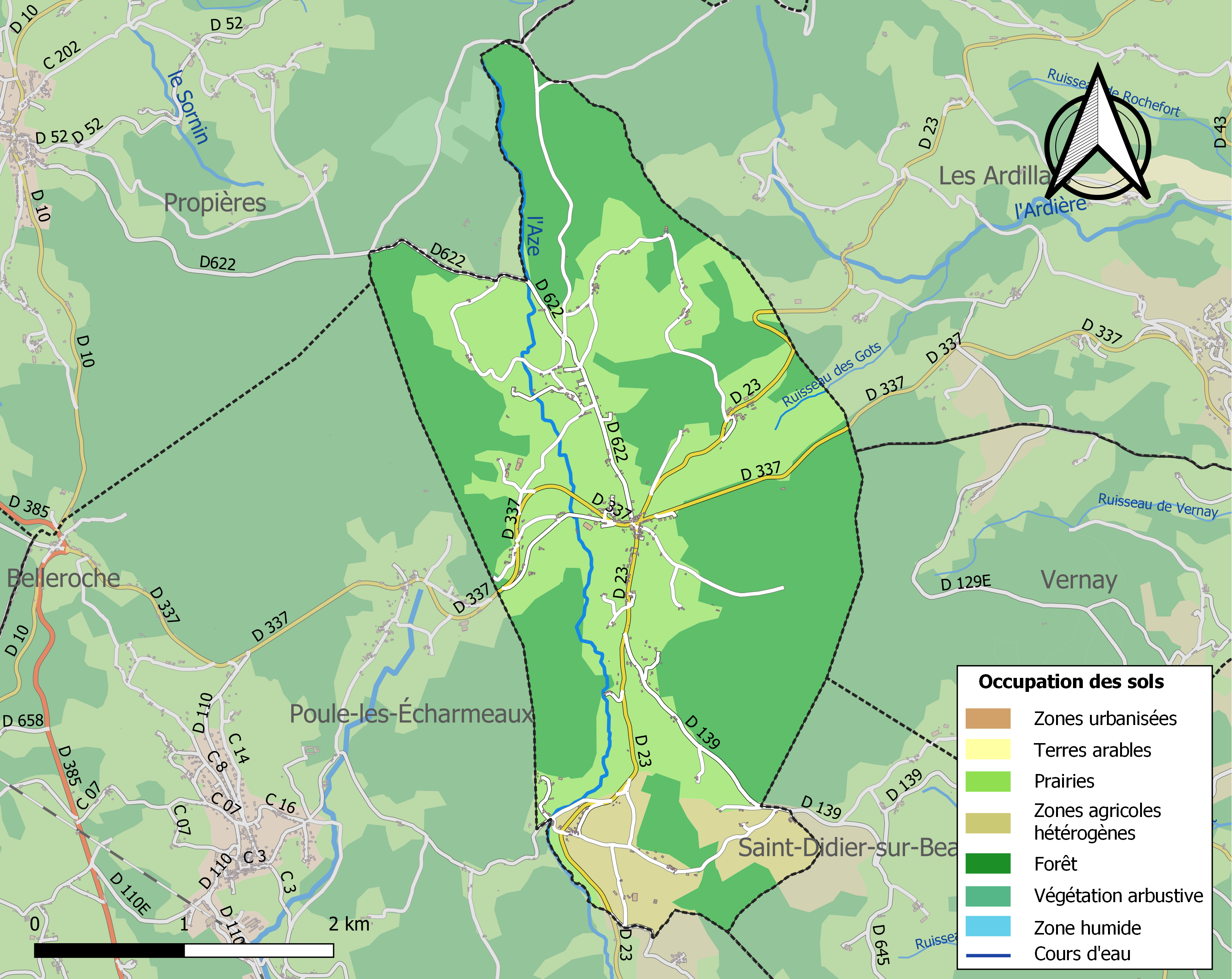
Carte des infrastructures et de l'occupation des sols de la commune en 2018 (CLC).

## Histoire

### Le mont Tourvéon et l'ancien château de Ganelon
Au sommet du mont Tourvéon qui culmine à environ 950 m, se situait un château, le château de Ganelon qui a été rasé sous l'ordre de Louis le Pieux. La légende raconte que Ganelon a été enfermé dans un tonneau hérissé de piques puis précipité sur les pentes assez raide du Tourvéon pour atterrir au niveau de l'église de Chenelette. Aujourd'hui les ruines du château sont visibles au sommet.
Pour y accéder à pied, il faut monter depuis le village une première partie sur la route puis arriver au terrain de terre, prendre la deuxième à droite puis à gauche où s'engage une dure montée. Au moment d'un croisement après la montée raide il est conseillé de prendre à gauche puis marcher 500 m sur lesquels à certains endroits la vallée de la Saône, de l'Ardières, la chaine du Mont Blanc et la carrière de Saint-Didier-sur-Beaujeu se dessinent.

### Tolvedunum: naissance du village de Tourvéon
Même s'il n'y a aucune trace actuellement visible, le village existe avant la conquête des Gaules par Jules César. Il était situé sur le territoire des gaulois segusiaves. En 27, l'empereur Auguste jette les bases de l'administration en Gaule. Le pays des Ségusiaves s'émancipe de la tutelle éduenne en devenant une civitas à part entière.
Le pays Segusiave est divisé en 5 cantons ou "pagus" :
- Pagus Forensis (Feurs)
- Pagus Rodonensis (Roanne)
- Pagus Jarensis (le Pays de Jarez)
- Pagus Condatensis (le pays du confluent)
- Pagus Tolvedunensis (le Pays de Tourvéon)

Durant la Pax Romana, le pays de Tolvedunensis était dominé par un castrum romain, lui-même bâti sur un oppidum gaulois.

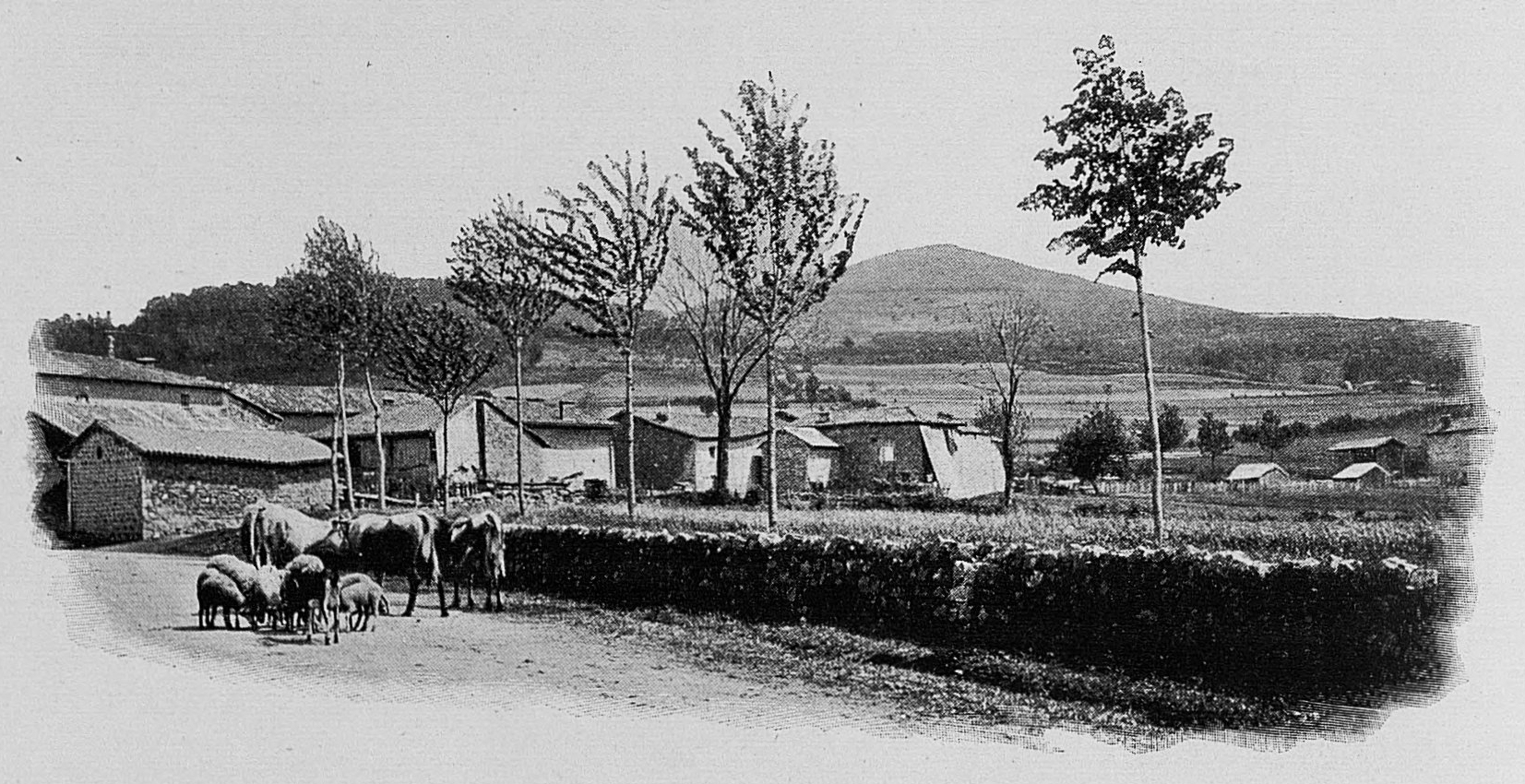
Le Torvéon, paysage au début du XXe siècle.

S'il s'agit bien d'un oppidum gaulois, c'est avant tout un lieu de vie fortifié et donc bien un village à proprement parler. L'étymologie de Tolvedunum le confirme : Tolve Dunum. Dunum signifie sur les hauteurs. TOLVE serait une déformation de Thor/Taranis, dieu du ciel et du tonnerre. Une autre interprétation, purement latine, serait "turres validae" que l'on peut traduire par "tours valides". Les vestiges du village primitif doivent probablement se situer sous les ruines du château de Tourvéon.
La fonction principale du village de Tolvedunum était donc probablement militaire : protéger les routes et les échanges d'une des plus grandes métropoles de l'Empire d'Occident. Le pagus s'étendait sur les hauteurs du Beaujolais : de la plaine de la Saône jusqu'à la plaine de la Loire.

### Tourvéon et les grandes invasions
En 407-410, lors de la plus grande vague d'invasion, la capitale des Segusiaves, Feurs, fut détruite. Le civitas segusiavi prit pour capitale Lugdunum la romaine. Le nord du pays ségusiave fut dirigé par le pagus Masticonensis (Mâcon). Une garnison romaine de taille notable s'établit au petit castrum de Tolvedunum.
En 538, Tolvedunum est rattaché à l'évêché de Mâcon.
À cette date, dans l'évêché de Mâcon, seule la paroisse de Tolvedunum n'était pas pourvue de prêtre ce qui indique certainement que le pays de Tourvéon était très faiblement peuplé mais qu'il existait une population rurale et sédentaire à cet endroit. Le mot pagus est remplacé par le terme romain d'ager alors que la région était sous le joug des burgondes. Les envahisseurs n'ayant pas vu de différence entre les gaulois ségusiaves et les romains. Les Burgondes n'ont laissé que peu d'impact dans la vie du pays.
En 727, 732, et en 737, il y eut des raids de pillage sarrasins. Celui de 727 fut de loin le plus sanglant : Lunna Visco (Belleville) et Matisco (Mâcon) furent rasées. Celui de 737 fut terrible par la répression menée par Charles Martel : les patriciens gallo-romains furent déposés. Bien entendu, l'armée franque pilla ce qui restait à piller et n'épargna personne.
Vers 768, sous la férule de Charlemagne, les armées franques reprirent définitivement le pays. Ils installèrent leurs propres nobles et continuèrent à piller tant et plus la population gauloise. Il n'est pas certain que la légende de Ganelon soit véridique mais elle date de cette époque. Le seigneur de Tourvéon, celui qu'on nomme Ganelon, était un noble franc qui a simplement dépassé les limites du supportable dans les actes de vols, de brigandage, et de toute chose de ce genre. En 824, Charles le Simple chargea un cadet de la famille du comte de Flandre de reprendre ce château, de le raser entièrement et de punir son occupant. Il réussit à prendre la citadelle par surprise et enferma le bandit dans un tonneau percé de pointes (torture assez commune à l'époque). La citadelle fut rasée conformément au souhait de l'empereur. Le cadet de Flandre devint maître des terres de Tourvéon. Ses descendants, pas peu fier du fait d'armes de leur ancêtre, prirent le nom de "Belli Joci" que l'on peut traduire par "beau jeu de guerre". Le premier descendant attesté de cette famille est Onfroi de Beaujeu. Bien sûr, les populations gauloises survivantes et dispersées sur le plateau ne furent pas au bout de leurs supplices. Les seigneurs de Beaujeu gardèrent jalousement le plateau et pressurèrent la population pour servir leurs propres ambitions dans le Forez et face à l'influence croissante de l'abbaye de Cluny.
À partir de cette période, le droit romain des Gallo-Romains fut partiellement aboli, le droit germanique des vainqueurs le domina. Le village rentrait brusquement dans la féodalité.
En 882, le cartulaire de Saint-Vincent de Mâcon informe que l'"agro tolvedunensi" fait toujours partie du Pagus Marticonensi (le comté de Mâcon). Les limites de "l'agro" sont plus claires et surtout plus petites : Claveisolles, Lamure-sur-Azergues, Saint-Nizier-d'Azergues, Cublize, La Gresle, Saint-Vincent-de-Reins, Saint-Bonnet-le-Troncy.Rhins
Par contre, il n'est pas stipulé qu'un village existe encore à l'endroit même du château. L'agro a perdu son appellation romaine pour une appellation de territoire féodal. L'appellation "tolvedunensi" disparait quand les seigneurs de Beaujeu décident de construire le château de Beaujeu vers 1060. C'est ainsi que le village de Tourvéon s'éteint sous la lumière et la puissance des seigneurs de Beaujeu. Chênelette renaîtra des cendres de l'antique Tourvéon.

### Chênelette, bourgade médiévale
Le blason de Chénelette comporte une coquille de Saint-Jacques car le village était situé sur le chemin de Saint-Jacques allant de Cluny au Puy-en-Velay sans précision sur le lieu de son passage. Toutefois, on sait qu'il passait par le sommet du mont Saint-Rigaud où il y avait une abbaye bénédictine. Il devait probablement descendre en suivant le petit ruisseau d'Azergues à partir de sa source pour bifurquer sur la curée de Poule (les Echarmeaux n'existaient pas encore).
Les voies romaines n'étant pas entretenues, il est impossible de voyager en voiture. Quand on voyage à cheval ou à pied, on prend toujours le chemin le plus court et cela même si ce chemin traverse des montagnes. Or, l'itinéraire le plus court entre Paris et Lyon passe par le col des Écharmeaux (aujourd'hui la Route Buissonnière).
Chanaletes (petit canal) apparaît pour la première fois dans les pouillés du diocèse de Mâcon à la fin du XIVe siècle. Le village est trop modeste pour payer la dîme mais sa taille est suffisamment importante pour l'ouverture d'une curée. Il y a donc un curé et une église.
La somme récoltée de 28 sols est bien modeste en rapport aux autres paroisses dépendant du chapitre de Beaujeu (à la même époque, Poule, Vernay, et Claveisolles s'acquittent d'une dîme de 20 livres et 44 sols chacune). Chénelette n'est qu'un gros hameau de quelques feux perdus dans la montagne. On ne sait où se situait exactement le village médiéval. La toponymie le localise à proximité de l'Azergues. Au XVe siècle, Chênelette dépend directement de l'abbaye de Cluny tandis que les communes avoisinantes de Poule, Vernay, Claveisolles dépendent du prieuré de Charlieu. On ne sait de combien mais le village paye la dîme, preuve que le village s'est développé.
Le pouvoir temporel a toujours été en rapport direct à la seigneurie de Beaujeu. Les seigneurs de Beaujeu ayant, jusqu'à la révolution française, toujours assuré la haute justice. La basse justice était assurée par la chatellenie des Perriers (l'actuel château de Chénelette surplombant le ruisseau des Gots). On ne sait quand il a été fondé mais son existence est attestée en 1500. Ce fief appartenait à la famille de Chandieu, seigneur des perriers et de Propières.
Durant le Moyen Âge et certainement durant la Renaissance, Chénelette n'est qu'un gros hameau de quelques feux perdus dans la montagne. On ne sait où se situait exactement le village médiéval. La toponymie aide à le localiser à proximité de l'Azergues à l'endroit où elle forme une petite vallée. L'endroit devait être suffisamment perdu pour que les premiers habitants habitent également à proximité d'un chemin fréquenté : à fortiori, le chemin de Saint-Jacques.

### Chenelette du Moyen Âge à Louis XII
La peste à Beaujeu en 1501-1502 : « Les gens de nos campagnes prirent peur et s'enfuirent dans les bois. Certains villages et certaines villes demeurèrent inhabités. Le peuple s'enfuyait dans les bois et les déserts et se logeait en cet endroit pour garantir leur vie. Là, ils mouraient souvent sans secours, sans aide et sans confession. Ils y habitaient comme des bêtes sauvages, ils vivaient étendus sur la terre dure et étaient exposés aux dangers d'être dévorés par les chiens et les loups. »
En 1567, Le général protestant Poncerrat, Seigneur de Chanzy (chatellenie située au nord ouest de Roanne) fit une expédition punitive sur l'abbaye de Cluny en compagnie de 5000 hommes. Il retourna chez lui en prenant le chemin de Saint-Jacques-de-Compostelle et fit pèlerinage en pillant et en massacrant tout ce qui était sur son passage.
Encore la peste à Beaujeu de 1572 à 1576 : « Le 24 juin 1573, il mourut à Beaujeu cinq ou six personnes, dès le début de ce mois, les gens mouraient à Beaujeu et aux villages des alentours comme des mouches ; et l'on enterrait à Beaujeu autant que l'on fait en grande peste. Les poures (pauvres) mouraient de faim et les riches et médiocres qui n'enduraient pas la faim, mouraient de fièvre chaude, les autres d'un flux de sang par le nez. Et il faut bien qu'une telle maladie soit contagieuse car dans une maison, il y avait toujours trois ou quatre malades… Il faut ajouter que nous étions affligés des guerres (de religion) ; et les gens d'armes allaient par les champs faisant des dégâts infinis, outre qu'ils achevaient de manger le peu qu'il restait. ».
En 1579, le baron des Adrets débarqua à Beaujeu. Pour s'occuper, il manda quelques hommes pour saccager les églises des chatellenies de Propières (donc de Chénelette) et de Bois Sainte Marie.
Toujours la peste à Beaujeu en 1629 : « Le blé soille (seigle) valait le 30 juin trois Francs la mesure, le froment se vendait 3 Francs 5 sols, alors que de 1623 à 1683 le froment se vendait au prix moyen de un Franc cinq sols sur le marché de Charlieu. D'octobre 1628 à octobre 1629, la peste fit encore de gros ravages en nos régions. Les registres de Beaujeu indiquent que depuis le 11 juillet 1629 et jusqu'au jour de Saint Étienne, le lendemain de Noël, il ne s'est baptisé aucun enfant dans l'église de Beaujeu. Les femmes enceintes du dit lieu ou ailleurs sont presque toutes mortes à leur accouchement, et leur fruit avec elles. Et il faut noter qu'il est mort ou enterré, dans le cimetière du dit lieu ou ailleurs, mille à douze cents personnes. L'église a été fermée du jour de l'assomption jusqu'à la veille de Noël. »
D'un point de vue religieux, les exactions des protestants montrent que le pays ne fut jamais tenté par le protestantisme.
D'un point de vue politique, le fief des Perriers a connu une succession rapide de propriétaires. Le 21 octobre 1537, le Cardinal de Tournon, au nom du roi, vend à réméré à Guillaume de Chandieu la châtellenie de Tourvéon. Elle comprenait les paroisses des Ardillats, de Saint-Didier, de Chénelette, du Vernay, d'une partie de Saint-Igny-de-Vers, de Propières, de Belmont-de-La-Loire, de Saint-Germain-la-Montagne, de Claveisolles et une partie de Poule. Le 11 juillet 1564, le Cardinal de Tournon rachète cette châtellenie. Le 26 décembre 1600, André de Noblet, comte de la Clayette en fit acquisition avec l'ensemble des droits seigneuriaux. La montagne de Tourvéon, avec les ruines du castrum romain furent exceptées de la vente et réservées aux seigneurs de Beaujeu. Le fief des Perriers prit le nom de Chénelette.

### Chénelette de Louis XIII à la deuxième moitié duXVIIIe
Le Haut Beaujolais et Chénelette connurent la paix. La prospérité revient dans le Haut Beaujolais par l’avènement de l'industrie et du commerce. Selon les archives, les bandits de grands chemins étaient légion sur le plateau de Chénelette. L'église fut même visitée par des cambrioleurs dans les années 1730.
Le climat y est particulièrement vivifiant. Mais au XVIIe siècle, Le froid fut particulièrement mordant. Comme de partout, la famine décima le village à partir de juillet 1694.
Selon Brisson, inspecteur général du roi, en 1770, on entendait encore le loup.
À partir du XVIIe siècle, les paysans du Baujolais puisent une partie non négligeable dans l'industrie du tissage du chanvre, cultivée dans la plaine. Les alentours de Beaujeu étaient réputés pour la fabrication "des rouleaux de Beaujeu" : une toile de lin écru (Herbigny).
Le Grand chemin (l'actuelle RD 337) devient un des chemins des plus fréquentés de France. C'est la route principale qui relie Paris à Lyon[réf. nécessaire].
Le quotidien des Chénelettons se résume à peu près à cela (Brisson) :
- Culture de la Verchère (lopin de terre autour de la maison) pour les besoins quotidiens. La terre est enrichie aux fumiers.
- On laboure avec une paire de bœufs pour les plus riches ou pour la plupart, une paire de vaches.
- Sur un assolement triennal, on cultive le blé et le seigle pour la subsistance locale (la culture est insuffisante pour nourrir l'ensemble de la population). L'écobuage est également pratiqué pour l'enrichissement des terres.
- Les marchands lyonnais font importer du chanvre des plaines du Forez. Il est filé et tissé par les femmes ou lors des veillées d'hiver par les paysans.
- Lors des moissons, les paysans descendent en plaine pour la récolte de blés (les récoltants sont rétribués à hauteur du 1/10e de la récolte).
- L'élevage est pratiqué par tous les paysans. On y élève quelques moutons et quelques chèvres.

### Chénelette et la première révolution industrielle
Le milieu du XVIIIe siècle fut une période de bouleversement.
En 1740, La chatellennie est achetée par Pierre Agniel, originaire d'Uzès, échevin de Lyon. Il prend aussitôt le nom de la commune.
La généralisation de la culture de la pomme de terre dès 1770 qui permet à la population de ne plus émigrer durant la période des moissons (Brisson). Elle est consommée sous les cendres, ou dans du pain.
500 charrues traversent quotidiennement le village au début du XVIIIe siècle.
Le gouvernement de Bourgogne modernise ses chemins durant la première moitié et capte une grosse partie du trafic passant par le col des Écharmeaux. Trudaine (1703-1769) en personne lance la modernisation du Grand Chemin du Beaujolais. Le chemin est élargi selon des critères bien précis et des relais de poste sont construits. L'urbanisme du village en est totalement modifié (actuellement "Relais du Tourvéon").
Les marchands de vin affluent (construction des dépôts à Saint-Didier-sur-Beaujeu, Développement des Echarmeaux à Poule, démolition et reconstruction de maison le long de la route à Chénelette). Ce Grand Chemin tombera en désuétude lors de la Révolution par manque d'entretien et surtout par l'ouverture du canal du Charolais qui raccourcit considérablement le temps de trajet entre Paris et Lyon.
L'abandon définitive du chanvre pour le coton : Les conditions générales des Chénelettons sont très satisfaisantes pour les critères de l'époque. Le village prospère, la population augmente rapidement (le village était quasiment 2 fois plus important que maintenant), la précarité alimentaire disparaît et les habitants n'émigrent plus lors des moissons.
On compte autant de journaliers que de tisserands. Les professions se spécialisent (marchand de toile, tisserands, fileur, etc.) : la révolution industrielle est en marche.

## Politique et administration

### Administration municipale
| Période                                  | Période  | Identité           | Étiquette | Qualité |
| ---------------------------------------- | -------- | ------------------ | --------- | ------- |
| avant 1988                               | 2014     | Rémy de L'Escaille |           |         |
| 2014                                     | en cours | Bernadette Blein   |           |         |
| Les données manquantes sont à compléter. |          |                    |           |         |

### Intercommunalité
La commune fait partie de la communauté d'agglomération de l'Ouest Rhodanien.

## Population et société

### Démographie
L'évolution du nombre d'habitants est connue à travers les recensements de la population effectués dans la commune depuis 1793. Pour les communes de moins de 10 000 habitants, une enquête de recensement portant sur toute la population est réalisée tous les cinq ans, les populations de référence des années intermédiaires étant quant à elles estimées par interpolation ou extrapolation. Pour la commune, le premier recensement exhaustif entrant dans le cadre du nouveau dispositif a été réalisé en 2005.

En 2022, la commune comptait 365 habitants, en évolution de +11,62 % par rapport à 2016 (Rhône : +3,93 %, France hors Mayotte : +2,11 %).
| 1793 | 1800 | 1806 | 1821 | 1831 | 1836 | 1841 | 1846 | 1851 |
| ---- | ---- | ---- | ---- | ---- | ---- | ---- | ---- | ---- |
| 670  | 626  | 617  | 529  | 685  | 721  | 749  | 617  | 740  |

| 1856 | 1861 | 1866 | 1872 | 1876 | 1881 | 1886 | 1891 | 1896 |
| ---- | ---- | ---- | ---- | ---- | ---- | ---- | ---- | ---- |
| 668  | 640  | 673  | 671  | 674  | 673  | 645  | 598  | 587  |

| 1901 | 1906 | 1911 | 1921 | 1926 | 1931 | 1936 | 1946 | 1954 |
| ---- | ---- | ---- | ---- | ---- | ---- | ---- | ---- | ---- |
| 567  | 529  | 527  | 450  | 411  | 401  | 384  | 356  | 322  |

| 1962 | 1968 | 1975 | 1982 | 1990 | 1999 | 2005 | 2006 | 2010 |
| ---- | ---- | ---- | ---- | ---- | ---- | ---- | ---- | ---- |
| 320  | 293  | 277  | 270  | 284  | 315  | 324  | 322  | 326  |

| 2015 | 2020 | 2022 | - | - | - | - | - | - |
| ---- | ---- | ---- | - | - | - | - | - | - |
| 331  | 354  | 365  | - | - | - | - | - | - |

### Manifestations culturelles et festivités
La foire de la Saint-Martin se tient le 11 novembre de chaque année.

## Lieux et monuments
- Église Sainte-Madeleine

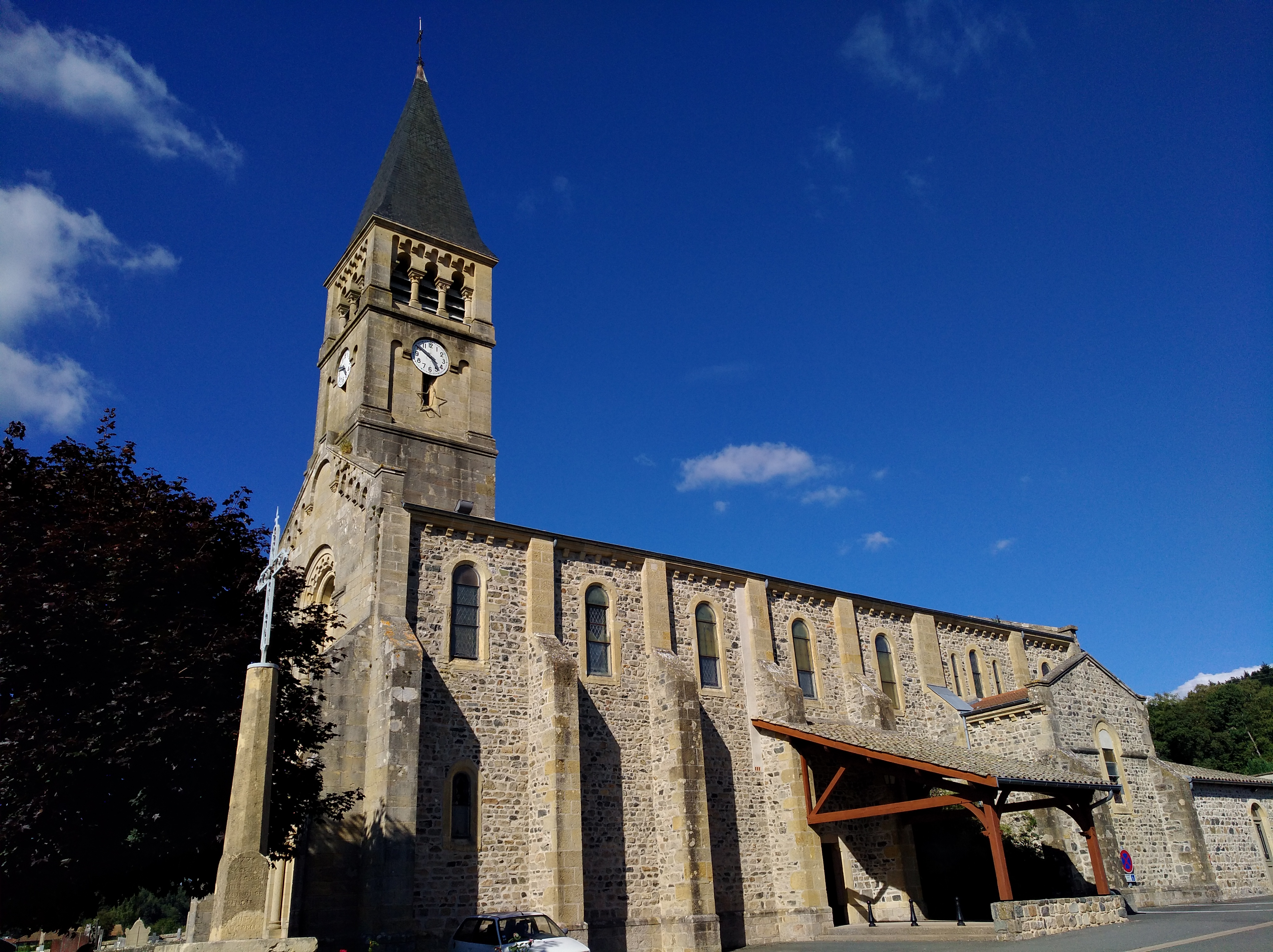
Vue de l'église Sainte-Madeleine de Chénelette.
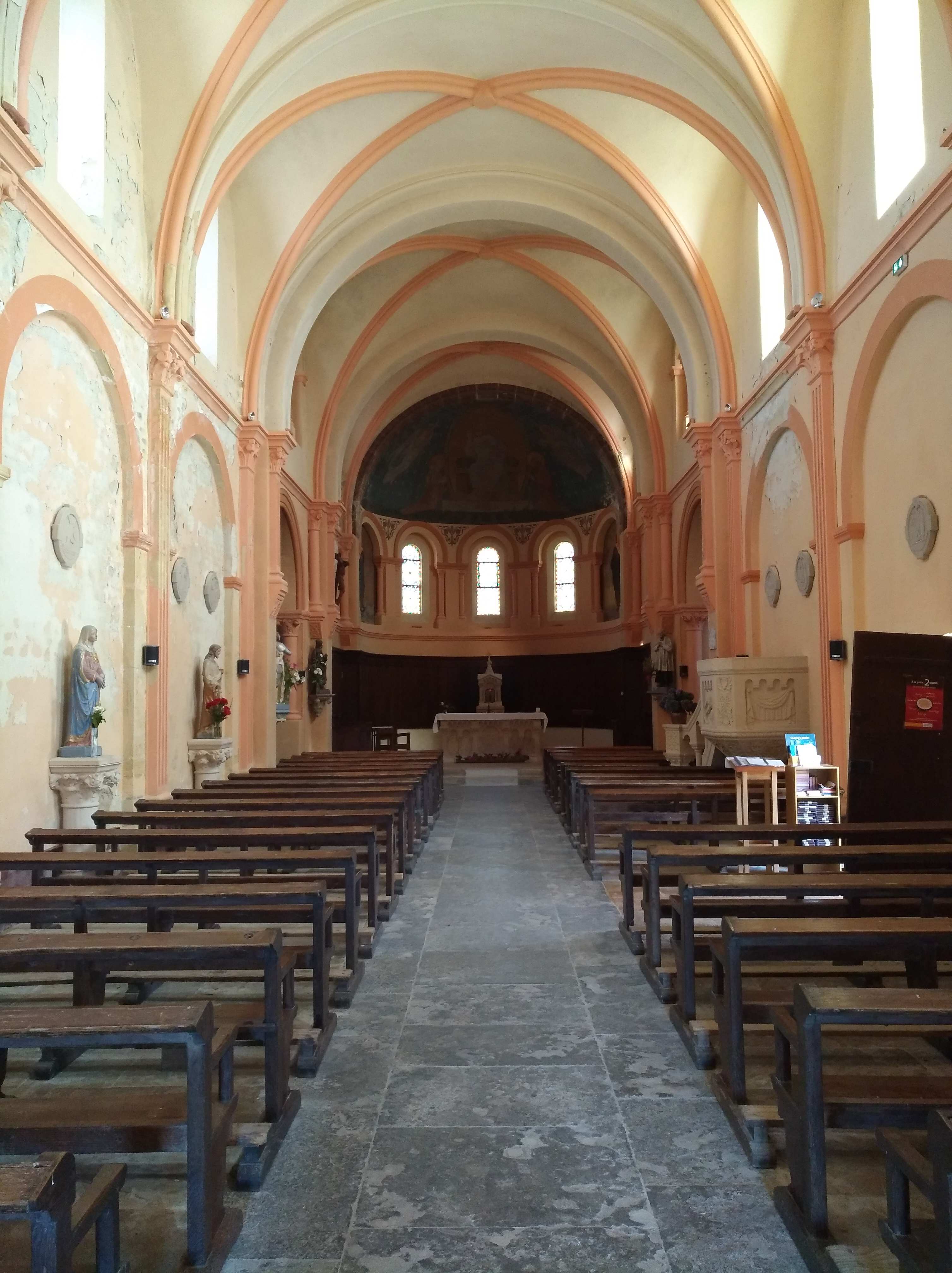
Intérieur de l'église.